# Irenia
Irenia är ett släkte av fjärilar. Irenia ingår i familjen praktmalar, Oecophoridae.
Kladogram enligt Catalogue of Life:
| Irenia | \| \| Irenia curvula \| \| \| \| \| \| Irenia leucoxantha \| \| \| \| |
|        | \| \| Irenia curvula \| \| \| \| \| \| Irenia leucoxantha \| \| \| \| |
|        | Irenia curvula                                                        |
|        |                                                                       |
|        | Irenia leucoxantha                                                    |
|        |                                                                       |